# Selenops mexicanus
Espèce
Synonymes
- Selenops galapagoensis Banks, 1902
- Selenops tehuacanus Muma, 1953
- Selenops vagabundus Kraus, 1955

Selenops mexicanus est une espèce d'araignées aranéomorphes de la famille des Selenopidae.

## Distribution
Cette espèce se rencontre au Mexique, au Guatemala, au Salvador, au Honduras, au Nicaragua, au Costa Rica, au Panama, en Colombie et aux îles Galápagos. Elle a été introduite à Saint-Martin et aux États-Unis en Floride,.

## Description
Le mâle décrit par Crews en 2011 mesure 9,85 mm et la femelle 14,25 mm.

## Publication originale
- Keyserling, 1880 : Die Spinnen Amerikas, I. Laterigradae. Nürnberg, vol. 1, p. 1-283 (texte intégral).